# Колчедан (посёлок)
Колчедан — посёлок в Каменском районе Свердловской области России. Входит в Каменский муниципальный округ.
Ранее входил в состав Колчеданского сельсовета Каменского района.

## География
Посёлок Колчедан расположен в 20 километрах (по автодорогам в 23 километрах) к востоко-юго-востоку от города Каменска-Уральского. В посёлке находится узловая железнодорожная станция Колчедан Екатеринбургского региона Свердловской железной дороги на линии Екатеринбург — Курган. Расстояние до областного центра Екатеринбурга — 109 километров (127 километров по трассе). Вблизи Колчедана проходит граница Свердловской и Курганской областей, а также граница Свердловской и Южно-Уральской железных дорог.
Посёлок расположен приблизительно в двух километрах к северо-востоку от крупного села Колчедан. Через село проходит автодорога Екатеринбург — Каменск-Уральский — Курган. К посёлку ведёт подъездная дорога.
| Список улиц | Список улиц | Список улиц            |
| #           | Тип         | Название               |
| ----------- | ----------- | ---------------------- |
| 1           | улица       | Железнодорожная        |
| 2           | улица       | Станционная            |
| 3           | строение    | Дом Тяговой Подстанции |
| 4           | ж/д казарма | 116 км                 |
| 5           | ж/д казарма | 117 км                 |

## История
В 1916 году поселение относилось к Колчеданской волости. В 1928 году железнодорожная станция Колчедан входила в Колчеданской сельсовет Каменского района Шадринского округа Уральской области.

## Население
| 2002 | 2010 | 2021 |
| ---- | ---- | ---- |
| 57   | ↘38  | ↘37  |

Структура
- По данным переписи населения 1926 года, на железнодорожной станции Колчедан было 11 домов с населением 36 человек (мужчин — 17, женщин — 19). Национальный состав следующий: 26 русских, 8 белорусов и 2 других национальностей[5].
- По данным переписи 2002 года, в Колчедане проживали 57 человек, все русские[8].
- По данным переписи населения 2010 года, в посёлке проживали 38 человек: 19 мужчин и 19 женщин[9].